# Perrona aculeiformis
Perrona aculeiformis é uma espécie de gastrópode do gênero Perrona, pertencente a família Clavatulidae.